# Elmar Wagener
Elmar Wagener (* 1946) ist ein deutscher Geschichtsdidaktiker.
Wagener studierte Geschichte, Philosophie, Soziologie und Latein in Bochum, Dijon und Köln. Seit 1978 unterrichtete er als Lehrer für Geschichte, Latein und Politik am Gymnasium in Achim. Von 1998 bis 2011 war er Direktor des St.-Viti-Gymnasiums in Zeven. Er ist Mitbegründer der im Westermann-Verlag erscheinenden Zeitschrift Praxis Geschichte und bis heute Mitglied des Redaktionsbeirates. Zusammen mit Bernhard Askani ist er verantwortlich für die ebenfalls im Westermann-Verlag erscheinende Schulbuchreihe Anno.

## Schriften
- (hrsg. mit Bernhard Askani) Anno. Westermann, Braunschweig.
  - Band 1: Von der Vorgeschichte bis zum frühen Mittelalter. 1994, ISBN 3-14-110941-9.
  - Band 2: Vom Mittelalter bis zum Ende des Absolutismus. 1995, ISBN 3-14-110942-7.
  - Band 3: Von der Französischen Revolution bis zum Ersten Weltkrieg. 1996, ISBN 3-14-110943-5.
  - Band 4: Das 20. Jahrhundert. Braunschweig 1997, ISBN 3-14-110944-3.